# Aotus subspinescens
Aotus subspinescens är en ärtväxtart som först beskrevs av George Bentham, och fick sitt nu gällande namn av Michael Douglas Crisp. Aotus subspinescens ingår i släktet Aotus och familjen ärtväxter. Inga underarter finns listade i Catalogue of Life.